# Castalius airvati
Castalius airvati är en fjärilsart som beskrevs av William Doherty 1886. Castalius airvati ingår i släktet Castalius och familjen juvelvingar. Inga underarter finns listade i Catalogue of Life.